# جسر معلق
الجسر المعلق هو نوع من الجسور التي يعلق جسم الجسر فيها (الجزء الحامل) أدناه يعلق على كابلات على دعامات تعليق عمودية.وقد بنيت الأمثلة الحديثة الأولى من هذا النوع من الجسور في أوائل القرن ال19  الجسور المعلقة البسيطة، والتي تفتقر إلى دعامات التعليق العمودية لديها تاريخ طويل في العديد من المناطق الجبلية في العالم.هذا النوع من الجسور لديه كابلات معلقة بين أبراج ، بالإضافة إلى  الكابلات العمودية الحاملة  التي تحمل كتلة سطح الجسر، على حركة المرور المتقاطعة. ويسمح هذا الترتيب لجسم الجسر ليكون مستوى ا أو على شكل قوس إلى أعلى للتخليص الإضافى. مثل غيرها من أنواع الجسور المعلقة، وهذا النوع غالبا ما شيدت بدون سقالات مؤقتة.
كابلات التعليق يجب أن تثبت على نقاط في نهاية كل ناحية من الجسر، حيث يؤثر كل حمل على الجسر إلى إحداث توتر في هذه الكابلات الرئيسية. تستمر الكابلات الرئيسية تمثل ركائز لدعم مستوى سطح الجسر، وتستمر فوق ذلك إلى الارتباط إلى مع المراسي المثبتة في الأرض. ويدعم الطريق عن طريق كابلات حاملة عمودية أو قضبان، تدعى الشماعات. في بعض الظروف، الأبراج يمكن أن ترتكز على حافة منحدر أو وادي حيث يمكن المضي في الطريق مباشرة إلى الجسر الرئيسي، وإلا فإن الجسر عادة ما يكون مثبت إلى اثنين من الدعامات الأصغر 
تشغل بين إما زوج من الأعمدة أو بين زوج من الأعمدة والطريق السريع، والتي قد تكون مدعومة من قبل الكابلات الحاملة أو قد تستخدم جسر الجمالون في هذا الصدد. في الحالة الأخيرة سيكون هناك قوس ضئيل جدا في الكابلات الرئيسية الخارجية.

## التاريخ
وكانت الجسور المبكرة تعلق بالحبال التي تتدلى عبر هوة، وسطح الجسر ربما في نفس المستوى أو يكون معلقا تحت الحبال بحيث يكون الحبل لديه شكل سلسلي .

### الأطوار السابقة

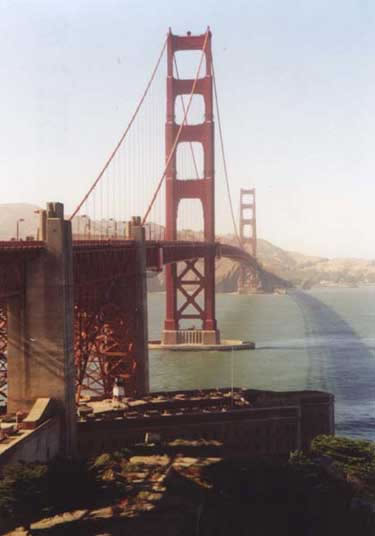
جسر البوابة الذهبية, سان فرانسيسكو.

في التبت هناك قديس وبانى الجسور ثانج تونج غيالبو الذي نشأ وبرع في استخدام سلاسل الحديد في أوائل إنشاءاته من الجسور المعلقة في وقت مبكر. في 1433، قام غيالبو ببناء ثمانية جسور في شرق بوتان. وكان آخر إنشاءاته من الجسور ذات السلاسل التي مازالت باقية حتى الآن من لغيالبو جسر غيالبو ثانج تونج في دوكسيم في طريقها إلى تراشي اليانغتسى، الذي كان غسلها أخيرا بعيدا في 2004. إن جسور غيالبو ذات السلاسل الحديدية لن تشمل الجسور المعلقة التي تعد المعيار على كل الجسور المعلقة الحديثة اليوم. بدلا من ذلك، فإن كلا من الحواجز الحديدية والطبقة المستخدمة للسير من جسور غيالبو تستخدم الأسلاك. إن نقاط التوتر التي تحمل جسم الجسر تم تعزيزها بسلاسل الحديد.
قبل استخدام سلاسل الحديد يعتقد أن غيالبو قد استخدم الحبال من الصفصاف الملتوية أو جلود الياك.

## الهيكل

### مكونات الجسر الرئيسية
برجان/ عمودان وكابلان معلقان وأربعة كابلات معلقة مُثبتة والعديد من الكابلات المعلقة وسطح الجسر.

### التحليل الإنشائي
القوى الرئيسية في الجسر المعلق من أي نوع هي قوى الشد في الكابلات وقوى الضغط في الأعمدة. نظرًا إلى أن جميع القوى الواقعة على الأعمدة عمودية إلى الأسفل تقريبًا، يُثبت الجسر أيضًا بواسطة الكابلات الرئيسية، يُمكن التحكم في الأعمدة وجعلها رفيعة جدًا، كما هو الحال في جسر سيفيرن، على الحدود بين ويلز وإنجلترا.
تحمل الكابلات المعلقة بواسطة الأبراج سطح الطريق في الجسر المعلق. يُنقل الوزن عن طريق الكابلات إلى الأبراج، والتي تنقل بدورها الوزن إلى الأرض.
بافتراض وجود وزن مُهمل مقارنةً بوزن سطح الجسر والمركبات التي يحملها، تُشكل الكابلات الرئيسية للجسر المعلق قطعًا مكافئًا (يشبه تمامًا منحنى الكتينة، تأخذ الكابلات غير المحملة هذا الشكل قبل إضافة السطح). يمكن للمرء رؤية الشكل من الزيادة المستمرة في ميل الكابل بمسافة خطية (السطح)، تُوفر هذه الزيادة في الميل عند كل اتصال مع السطح قوة دعم صافية إلى الأعلى. يجعل ذلك الجسر المعلق أبسط بكثير في التصميم والتحليل من الجسر مدعوم الكوابل خاصة عند مقارنة السطح، مع وجود القيود البسيطة نسبيًا الواقعة على سطح الجسر الفعلي.

### المزايا
- هذه الجسور ذات بحور رئيسة أطول يمكن تنفيذها بسهولة عن أي نوع آخر من الجسور.
- تتطلب مواد أقل من أنواع الجسور الأخرى، حتى في البحور التي يمكن تنفيذها، ما يؤدي إلى انخفاض تكلفة البناء.
- لا يتطلب الأمر سوى القليل أو عدم الوصول إلى الأسفل أثناء البناء، باستثناء تثبيت الكابلات المؤقتة الأولية، وبالتالي يظل الممر المائي مفتوحًا أثناء بناء الجسر في الأعلى.
- قد تكون أكثر قدرة على تحمل حركات الزلازل من الجسور الأثقل وزنًا والأكثر صلابة.
- يُمكن استبدال قطاعات أسطح الجسور لتوسيع حارات المرور لمزيد من المركبات أو زيادة عرض الطرق المنفصلة المخصصة للدراجات/ المشاة.

### العيوب
- قد تكون هناك حاجة إلى صلابة كبيرة أو تحديد حركة الهواء لمنع سطح الجسر من الاهتزاز تحت تأثير الرياح الشديدة.
- تجعل صلابة السطح المنخفضة نسبيًا مقارنة بأنواع الجسور الأخرى (غير المعلقة) الأمر أكثر صعوبة لنقل حركة السكك الحديدية الثقيلة التي يكون من ضمنها أحمال حية عالية الكثافة.
- قد تكون هناك حاجة للوصول إلى أسفل الجسر أثناء البناء لرفع الكابلات الأولية أو لرفع وحدات سطح الجسر. يُمكن تجنب هذا الوصول غالبًا في بناء الجسر المدعوم بالكوابل.

## الجسور الأكثر طولًا
تُصنف الجسور المعلقة عادةً حسب طول بحورها الرئيسية. هذه هي الجسور العشرة الأطول بحرًا، يتبعها طول البحر والسنة التي فُتح فيها الجسر أمام حركة المرور:
1. جسر أكاشي كايكو (اليابان)، 1991 مترًا (6532 قدمًا) - عام 1998
2. جسر يانغستيغانغ (الصين)، 1700 مترًا (5577 قدمًا) - عام 2019
3. جسر إكسيهومين (الصين)، 1650 مترًا (5413 قدمًا) - عام 2009
4. جسر ستوربيلت (الدنمارك)، 1624 مترًا (5328 قدمًا) - عام 1998
5. جسر عثمان غازي (تركيا)، 1550 مترًا (5085 قدمًا) - عام 2016
6. جسر يي صن-سين (كوريا الجنوبية)، 1545 مترًا (5069 قدمًا) - عام 2012
7. جسر رانيانغ (الصين)، 1490 مترًا (4888 قدمًا) - عام 2005
8. جسر نانجينغ الرابع في يانغتسي (الصين)، 1418 مترًا (4652 قدمًا) - عام 2012
9. جسر هامبر (إنجلترا، المملكة المتحدة)، 1410 مترًا (4626 قدمًا) - عام 1981
10. جسر السلطان سليم الأول (تركيا)، 1408 مترًا (4619 قدمًا) - عام 2016

## معرض صور

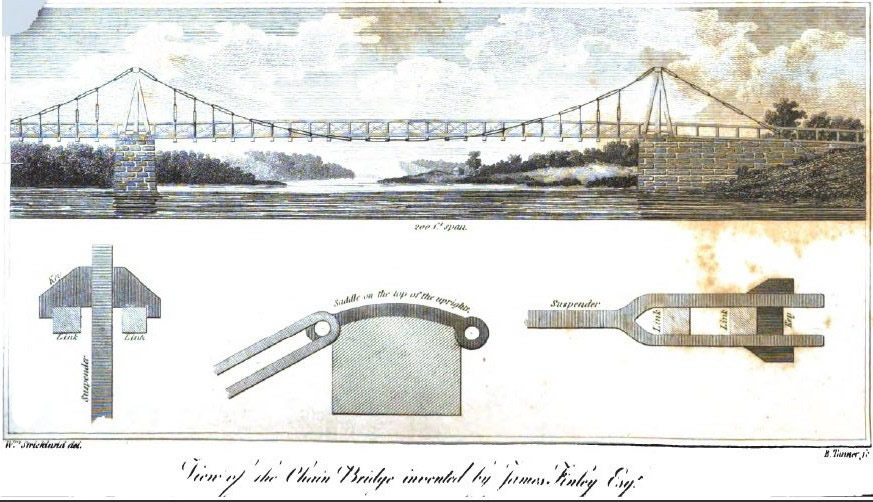
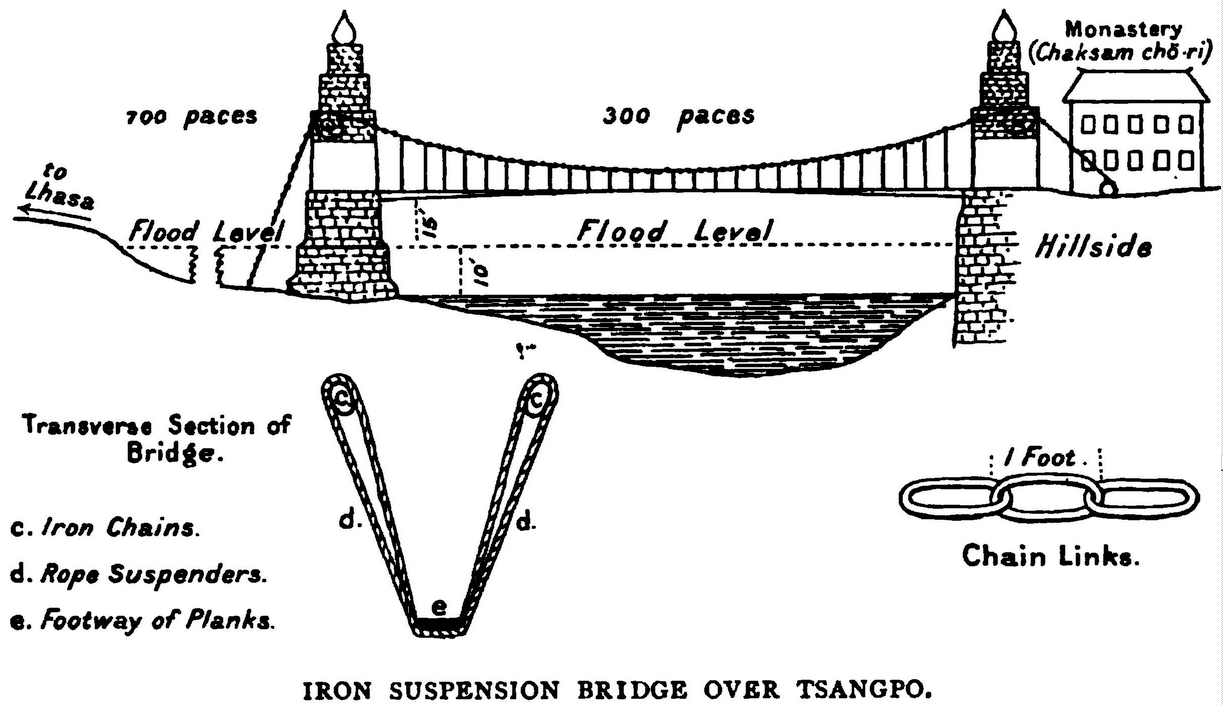
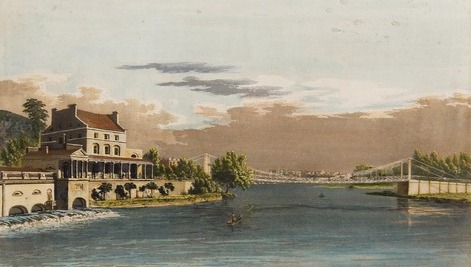
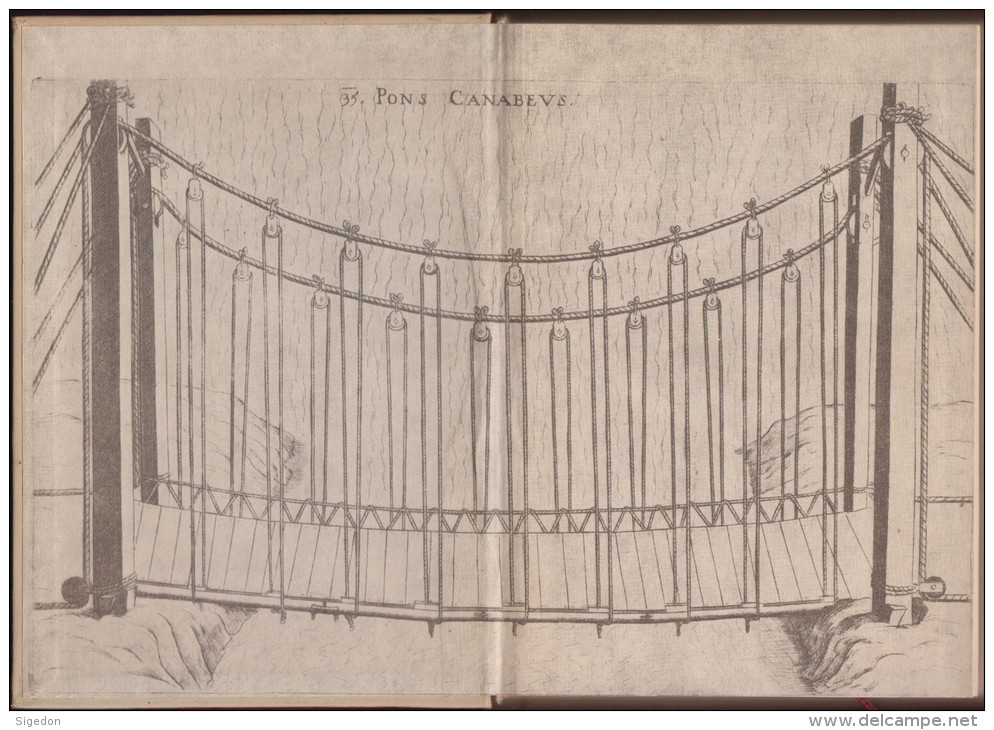

## مواضيع متعلقة
- قائمة أطول الجسور المعلقة
- جسر مدعوم بالكوابل
- جسر ذو كمرات
- جسر راما الثامن
- جسر ذو عوارض
- قائمة الجسور البارزة
- جسر الألفيه ، لندن
- جسر فورث رود
- جسر أمباسادور